# Румија (град)
Румија (пољ. Rumia) град је у Пољској у Војводству поморском. По подацима из 2012. године број становника у месту је био 47 304.

## Становништво
| 2012.  |
| ------ |
| 47 304 |